# 다중 문서 인터페이스
다중 문서 인터페이스 (MDI)는 여러 창을 하나의 부모 창에서 상주하는 그래픽 사용자 인터페이스이다. 이러한 시스템은 자식 창이 다른 창을 포함하여 복잡하게 중첩된 계층 구조를 만들 수 있다. 모든 창이 독립적인 것은 단일 문서 인터페이스 (SDI)와 대조를 이룬다.

## 단일 문서 인터페이스와의 차이점
사용자 커뮤니티에서는 다중 문서 인터페이스와 단일 문서 인터페이스의 선호도 차이에 대해 많은 토론이 있었다. 소프트웨어 회사들은 두 가지가 혼합된 형태를 사용한다. 예를 들어,  마이크로소프트는 컴포넌트에 따라서 구현의 정도는 다르긴 하지만 마이크로소프트 오피스를 SDI에서 MDI로 바꿨다가 다시 SDI로 되돌렸다. 일반적으로 SDI가 하나 이상의 응용 프로그램을 동시에 사용하여 일할 때 유용하다.

### 장점
- 자식 창들이 공유하는 다중 문서 인터페이스의 메뉴 바 또는 툴 바는 혼동을 줄이고 화면 공간을 효율적으로 사용할 수 있게 한다. 이 점은 공통의 메뉴 바를 사용하는 운영체제에 적합하다.
- 응용 프로그램의 자식 창들을 한꺼번에 최대화/최소화하거나 표시하고 숨길 수 있다.
- "타일"과 "캐스케이드" 같은 기능들을 자식 창에 구현할 수 있다.
- 크로스 플랫폼 애플리케이션 개발자가 일관된 행동 양식을 유저에게 제공할 수 있다.
- 윈도우 환경과 OS 가 창 관리가 나쁘면 사용자가 직접 할 수 있다.
- MDI 프레임 윈도우가 없는 부동 툴 바는 잠적으로 다른 응용 프로그램의 작업 영역을 복잡하게 하고 사용자에게 혼란을 줄 수 있다.
- 모듈화: 고급 창 관리자가 애플리케이션에 독립적으로 업그레이드 할 수 있다.

### 단점
- 복수의 모니터를 사용할 경우 부모 창이 섹션을 숨긴 채로 2개 이상의 모니터에 걸쳐 있는 경우 구현이 힘들 수 있다.
- MDI는 창이 서로 가지 않고 동시에 여러 애플리케이션으로 일하기 힘들게 만든다.
- 공유 메뉴는 일부 사용자에게 혼란을 일으킬 수 있다.
- MDI 자식 창은 SDI 애플리케이션에서의 동작과 미묘하게 달라서 사용자 개념을 배우는 것이 필요하다. 마찬가지로 MDI 부모 창은 여러 면에서 데스크탑처럼 행동하지만, 일부 사용자들을 혼란스럽게 하기에 충분한 차이가 있다.
- 깊이 중첩된 자식 창의 계층 구조는 혼란스러울 수 있다.
- 창 관리자는 MDI보다 유연하게 창 묶음을 관리할 수 있는 기능을 내부적으로 제공한다. 일반적인 정책은 같은 애플리케이션에 속한 창들을 자동으로 묶는 것이다. 틀림없이 이는 MDI가 하는 기능과 중복되는 기능이다.
- 고급 창 관리자에서 사용자 설정이 동일한 시스템에서 애플리케이션 간에 공유되더라도 MDI 애플리케이션을 위한 콘트롤들과 단축키들이 다른 애플리케이션에 적용되지 않을 수 있다.

## 같이 보기
- 그래픽 사용자 인터페이스
- 탭 브라우징
- 단일 문서 인터페이스
- 통합 개발 환경